# Polarografija
Polarografija je potklasa voltametrije, gde se radna elektroda padajuća ili statična živina elektroda. Ona je korisna zbog svog širokog katodnog opsega i obnovljive površine. Ovaj analitički metod je izumeo Jaroslav Hejrovski, primalac Nobelove nagrade za hemiju 1959. za otkriće i razvoj polarografskih metoda analize.

## Način rada
Polarografija je voltametrijsko merenje čiji respons je određen kombinacijom difuzino / konvekcionog masenog transporta. Ona je specifična vrsta merenja koja spada u opštu kategoriju linearnih voltametrija, gde je elektrodni potencijal menja linearno od početnog do krajnjeg potencijala. Zavisnost struje od potencijala polarografskog eksperimenta ima tipičan sigmoidan oblik. Polarografija se razlikuje od drugih voltametrijskih merenja po tome što koristi padajuću ili statičnu živinu elektrodu.
Dijagram struja vs. potencijal polarografskog eksperimenta pokazuje da oscilacije struje odgovaraju padanju kapi Hg iz kapilare. Ako se povežu tačke maksimalne struje svih kapi, dobija se sigmoidna kriva. Ograničavajuća struja (plato sigmoida), se naziva difuziona struja, jer je difuzija glavni činilac fluksa elektroaktivnog materijala u toj tačci životnog veka Hg kapi.